# Kampania w Dolinie Hutt
Kampania w Dolinie Hutt roku 1846, toczona w ramach wojen maoryskich była niejako powtórzeniem incydentu w Dolinie Wairau.  Przyczyny były takie same i przeciwnicy niemal ci sami.  Beztroskie i pozbawione skrupułów zakupy maoryskich ziem przez New Zealand Company, a także niecierpliwość osadników pragnących jak najszybciej zasiedlić terytoria będące przedmiotem sporu, były głównymi przyczynami konfliktu.

## Kwestia własności ziemi
Między Maorysami nie było zgodności co do tego, kto jest właścicielem ziemi w Dolinie.  Pierwitnie obszar ten zamieszkiwali członkowie trzech małych klanów (hapū): Rangitane, Ngāti Apa, and Muaūpoko.  W wyniku wojny muszkietów zostali oni wyparci przez inne hapu, Ngāti Toa i Ngāti Rangitane. Uważając, że zostali bezprawnie pozbawieni swych terytoriów, Rangitane nie mieli nic przeciwko odsprzedaniu ich Pākehā.  Jednak nowi gospodarze, którzy uznali, że są właścicielami zgodnie z prawem podboju, sprzeciwili się temu.  Tymczasem New Zealand Company nie miała zamiaru kwestionować praw sprzedawców do dysponowania gruntami.

## Walki w Dolinie
Napięcia narastały w okolicach Wellington od roku 1842, szczególnie w odniesieniu do żyznego dna doliny Hutt. Mieszkańcy, Nga Rangatahi, byli zdecydowani utrzymać te ziemie. Zgromadzili około 200 wojowników pod wodzą Te Rangihaeatai, jednego z wodzów zamieszanych w incydent w dolinie Wairau. Brytyjczycy również zaczęli przerzucać wojska w ten rejon i w lutym 1846 roku mieli tam około tysiąca ludzi, dodatkowo wspieranych przez sprzymierzonych Māori z hapu Te Atiawa.
Konflikt zapoczątkowało wzajemne łupienie i palenie posiadłości. Pierwsi zaatakowali przypuszczalnie Brytyjczycy, którzy 27 lutego spalili osiedle Māori w Maraenuku. W odpowiedzi Te Rangihaeata zaczął systematycznie niszczyć zabudowania osadników w Dolinie. Na tym etapie starał się nie atakować, by nie zabić lub ranić kogokolwiek; to wkrótce miało się zmienić: 3 marca zaatakował oddział lokalnej milicji osadniczej, ale został odparty. W odpowiedzi gubernator Grey ogłosił stan wojenny i wzmocnił garnizony.
2 kwietnia ktoś zamordował dwóch osadników. Przypuszczano, że zrobili to ludzie Te Rangihaeatai. 16 maja wojownicy przypuścili atak na silnie bronioną farmę Boulcott, jedne z najdalej wysuniętych w głąb Doliny zabudowań. Oblężenie trwało kilka godzin zanim przybyłe posiłki nie odparły ataku Maori, w wyniku którego Brytyjczycy stracili 16 ludzi. W miesiąc później w tym samym miejscu patrol wojska wpadł w zasadzkę i 4 żołnierzy odniosło rany.
6 sierpnia rozpoczęło się ostatnie starcie tej kampanii – bitwa o Battle Hill – po którym Te Rangihaeata wycofał się z Doliny.

## Koniec oporu
To oznaczało zakończenie kampanii w Dolinie Hutt. Wódz Te Mamaku wrócił w okolice Wanganui. Te Rangihaeata wzniósł potężną pā nad rzeką Manawatu, skąd mógł skutecznie przeciwstawiać się brytyjskiej penetracji terytorium aż do śmierci w roku 1856.
Māori nie zostali pobici. Niemal ze wszystkich potyczek wychodzili zwycięsko lub co najmniej bez strat. Teraz wycofali się po prostu nie mając zamiaru więcej atakować białych. Było po temu kilka powodów. Ich główna osada (i zarazem centrum logistyczne) leżała w okolicach Wanganui, dość daleko na północ, co wydłużało nadmiernie ich linie zaopatrzenia, więc cierpieli na brak żywności i amunicji.  Do tego doszła sprawa opowiedzenia się po stronie białych hapu Te Atiawa oraz konieczność powrotu do domu, bowiem Māori byli przede wszystkim rolnikami, a dopiero potem wojownikami, nie mogącymi poświęcać zbyt wiele czasu na wojowanie.
Jednakże prawdopodobnie główną przyczyną było aresztowanie przez Brytyjczyków najsławniejszego wodza na tym obszarze, Te Rauparaha'i. Był on innym znanym przeciwnikiem najeźdźców w czasie incydentu w Dolinie Wairau, a co więcej, był wujem Te Rangihaeata'i. W tym konflikcie jednak nie uczestniczył i nic nie usprawiedliwiało jego aresztowania. Było to typowe aresztowanie prewencyjne i – usprawiedliwione czy też nie – miało ogromny wpływ na morale Māori i mogło zadecydować o przerwaniu działań.